# Mario Party (trò chơi điện tử)
Mario Party là một trò chơi điện tử nhiều người chơi được phát triển bởi Hudson Soft và được xuất bản bởi Nintendo cho máy chơi game Nintendo 64. Nó được phát hành tại Nhật Bản vào tháng 12 năm 1998, và ở Bắc Mỹ và Châu Âu vào đầu năm 1999. Mario Party là phần đầu tiên trong loạt Mario Party và được theo sau bởi Mario Party 2, được phát hành vào năm 1999 và 2000 cũng cho máy chơi game N64.

## Luật chơi
Người chơi có thể chọn Mario, Luigi, Peach, Yoshi, Wario hay DK để chơi.
Mario Party bao gồm 50 minigame và một người chơi ẩn. Mario Party áp dụng luật chơi truyền thống, với những người chơi thay phiên nhau để tung (hoặc đánh) khối súc sắc và di chuyển về phía trước số bước bằng số hiển thị khi người chơi tung súc sắc từ 1 đến 10. Có nhiều loại ô khác nhau mà người chơi có thể đến, mỗi loại sẽ tạo ra cho người chơi ảnh hưởng nhất định. Mục tiêu chính của trò chơi là tích góp được nhiều ngôi sao hơn bất kỳ người chơi nào khác. Người chiến thắng trong trò chơi là người chơi có nhiều ngôi sao nhất sau khi tất cả các lượt đã kết thúc.
Ở một số cấp độ chỉ có một ngôi sao tại một thời điểm, trong khi ở các cấp độ khác có thể có nhiều ngôi sao cùng một lúc, xuất hiện ngẫu nhiên trên một ô trên bảng nơi nó vẫn còn cho đến khi người chơi trả 20 xu cho 1 sao. Sau khi một ngôi sao được thu thập, một ngôi sao mới xuất hiện trên một ô khác trên bảng trò chơi hoặc ở cùng một vị trí tùy thuộc vào giai đoạn được chọn. Các ngôi sao cũng có thể bị đánh cắp từ những người chơi khác bằng cách vượt qua một vị trí nhất định trên bảng nơi Boo cư trú, người chơi phải trả 50 xu nếu muốn lấy sao từ người chơi khác, còn việc lấy xu thì miễn phí.
Tiền xu cũng là thứ quan trọng trong Mario Party hay các phiên bản sau này. Ngoài việc mua ngôi sao, nó còn xác định người chiến thắng (Superstar!) trong trường hợp có hai người chơi có số ngôi sao bằng nhau. Tiền xu kiếm được bằng cách đi đến ô xanh (+3 xu) hoặc chiến thắng các minigame (+10 xu). Tiền xu bị mất khi đi đến ô đỏ (-3 xu), ô Bowser hoặc thua ở minigame (-10 xu).
Vào cuối mỗi lượt chơi (tức là sau khi bốn người chơi đã lần lượt di chuyển), một minigame (được chọn ngẫu nhiên) xuất hiện và diễn ra trung 1 phút. Trong hầu hết các minigame, người chiến thắng sẽ nhận được 10 xu. Trong một số minigame khác, người chơi thua phải trả cho người chiến thắng 10 xu. Có tổng cộng 50 minigame được chia thành bốn loại khác nhau:
- Minigame có bốn người chơi (vs. 4) có thể được chia thành ba loại:
  - Trò chơi phối hợp, bốn người chơi có thể thắng hoặc thua tất cả.
  - Trò chơi đấu đơn (Free-for-all minigame), 4 người sẽ đối đầu nhau để giành xu.
  - Trò chơi đặt cược (Battle minigame), 4 người chơi sẽ phải đưa ra cùng một số xu và đối đầu nhau. Người đứng thứ nhất, nhì và ba sẽ lần lượt giành 60%, 30% và 10% tổng số xu được đưa ra.
- Minigame đấu đôi (2 vs. 2) sẽ thi đấu theo đội, vì vậy người chơi phải hợp tác với "đồng đội" trong minigame để giành chiến thắng (mặc dù họ vẫn cạnh tranh với nhau trong trò chơi chính thức).
- Minigame 1 người đấu đội (1 vs. 3) sẽ có một người chơi đối đầu với một đội gồm 3 người còn lại. Mục tiêu của các minigame dạng này là để người chơi hoặc đội chơi sống sót trong một khoảng thời gian nhất định trong khi đối phương đang cố gắng loại họ. Cũng giống như minigame đấu đôi, các thành viên trong đội phải hợp tác với nhau để giành chiến thắng.
- Minigame 1 người chơi chỉ xảy ra khi người chơi đi đến ô chứa minigame có một người chơi. Người chơi có thể có (hoặc mất) một số tiền nhất định nếu thắng (hoặc thua).

Vào cuối trò chơi, có 3 ngôi sao thưởng được đưa ra, bao gồm:
- Ngôi sao về tiền xu (Coin Star Award): được trao cho người chơi thu được nhiều tiền nhất trong quá trình chơi.
- Ngôi sao về minigame (Minigame Star Award): được trao cho người chơi giành nhiều chiến thắng nhất trong các minigame.
- Ngôi sao bất ngờ (Happening Star Award): được trao cho người chơi đi đến ô "?" nhiều lần nhất.

Có thể có nhiều người được trao cùng một ngôi sao tiền thưởng; điều này xảy ra nếu có nhiều người có số đồng(lần) nhiều nhất. Người có nhiều ngôi sao nhất sau khi trao giải thưởng là người chiến thắng. Trong trường hợp có nhiều người có cùng số ngôi sao, người chơi có nhiều xu nhất sẽ thắng và nếu có nhiều người chơi có cùng số lượng cả về ngôi sao và tiền xu, một khối súc sắc sẽ được tung ra để xác định người chiến thắng. Người chiến thắng sẽ được gọi là "Superstar(s)!"

### Chế độ chơi

#### Chế độ Adventure
Là chế độ chơi tiêu chuẩn. Tối đa bốn người chơi chơi một trò chơi xen kẽ với các minigame chơi nhỏ, cố gắng thu thập càng nhiều ngôi sao càng tốt đến cuối trò chơi. Tiền xu và ngôi sao kiếm được trong Adventure được chuyển vào quỹ tiền mà người chơi có thể sử dụng để mua một số quả cầu trong khi chơi.

#### Chế độ Mini-Game Island
Là chế độ một người chơi trong đó người chơi sẽ được cung cấp một bản đồ thế giới, phải đi đến các địa điểm và chiến thắng các minigame để đi vòng quanh bản đồ. Người chơi bắt đầu với 3 mạng. Chiến thắng minigame mang lại cho người chơi xu và 1 mạng (nếu trò chơi chưa bao giờ bị xóa), và kiếm 100 xu cũng mang lại cho người chơi 1 mạng. Mất 1 minigame khiến người chơi mất mạng. Nếu người chơi mất tất cả mạng sống của mình, trò chơi kết thúc và người chơi phải tiếp tục từ nơi mình được cứu lần cuối. Sau khi giành chiến thắng ở 49 minigame và đạt được mục tiêu, Toad sẽ xuất hiện. Người chơi sau đó sẽ được thử thách trong trò chơi giao lưu xe hơi. Khi người chơi thắng, Mê cung bóng 1 và Mê cung bóng 2 (nếu người chơi hoàn thành tất cả các minigame trước mục tiêu) sẽ được mở khóa; khi hoàn thành cả hai thử thách trên trong kho minigame, Mê cung bóng 3 được mở khóa. Các minigame Mê cung bóng chỉ có thể chơi trong kho minigame.

## Đánh giá
Mario Party đã nhận được những đánh giá trái chiều theo hệ thống tổng hợp kết quả đánh giá Metacritic. Metacritic đã khen ngợi Mario Party, nhưng cảm thấy game bị thiếu đi sự thích thú rõ ràng trừ phần người chơi. GameSpot cho biết: "Các trò chơi thú vị khi chơi ở nhiều người chơi chưa làm được điều đó ở chế độ một người chơi. Thực sự, đó là tiếng kêu của những người chơi và/hoặc đang khuyến khích bạn bè của bạn chơi trò chơi." IGN cũng nói rằng đó là sự tương tác giữa những người chơi thay vì tương tác với trò chơi khiến Mario Party trở nên thú vị. Tuy nhiên, Mario Party lại phụ thuộc vào may mắn thay vì kỹ năng, mặc dù điều này được nhiều người nhìn thấy để thêm vào bầu không khí của trò chơi, vì những người chơi đang đứng dẫn đầu có thể thua trận tiếp theo. Các tác giả của Electronic Gaming Monthly, một tạp chí về game của Mỹ đã đánh giá game 4 đầu điểm (lần lượt trên 10): 8,5, 8,5, 8,5 và 9, và trung bình cộng là 8,625. Tại Nhật Bản, Famitsu dành cho Mario Party cũng 4 đầu điểm (lần lượt trên 10) gồm ba điểm 8 và một điểm bảy, với tổng số 31 trên 40.

## Các game tiếp theo
Từ sự phổ biến của Mario Party, Nintendo đã cho ra mặt chín phiên bản tiếp theo: Mario Party 2, 3, 4, 5, 6, 7, 8, 9 và 10 cũng như các phiên bản Game Boy Advance, Nintendo 3DS, và Nintendo e-Reader. Ngoài ra, Nintendo cũng phát hành một phiên bản Mario Party dành riêng cho Nhật Bản mang tên Super Mario Fushigi no Korokoro Party. Như vậy Nintendo đã thực hiện tổng cộng 12 phiên bản Mario Party trong 17 năm (1999-2015). Ngoại trừ các năm 2006, 2008, 2009, 2010 và 2011, mỗi năm Nintendo đều phát hành ít nhất một phiên bản. Về sau còn có Mario Party: Star Rush và Mario Party: The Top 100 đã được phát hành cho Nintendo 3DS vào lần lượt các năm 2016 và 2017. Mới đây, Super Mario Party đã được phát hành trên Nintendo Switch vào tháng 10 năm 2018. Tần suất phát hành của các phiên tiếp theo đã dẫn đến một số ý kiến không thích liên quan đến cá game không có nguồn gốc, vì nhiều ý tưởng từ các phần trước của Mario Party đã bị lặp đi lặp lại nhiều lần.

## Tranh cãi
Trong Mario Party, một số minigame nhất định yêu cầu người chơi xoay thanh analog của máy chơi game nhanh nhất có thể. Tuy nhiên, không may đã có nhiều người chơi bị phồng rộp, bỏng bàn tay do ma sát và rách bàn tay khi xoay thanh analog bằng lòng bàn tay thay vì sử dụng ngón tay cái.
Mặc dù không có vụ kiện nào được trình báo, song khoảng 90 khiếu nại đã được nhận bởi văn phòng ủy quyền của New York và đại diện Nintendo ở Hoa Kỳ cuối cùng cũng đã đồng ý giải quyết, trong đó bao gồm cung cấp găng tay cho bất kỳ ai bị thương ở tay khi chơi game và trả cho nhà nước Hoa Kỳ 75.000 USD phí hợp pháp. Vào thời điểm đó, việc cung cấp găng tay cho khoảng 1,2 triệu người dùng trò chơi có thể khiến Nintendo phải trả tới 80 triệu USD.
Từ vụ việc này, vòng xoay thanh analog đã không còn được sử dụng nhiều kể từ Mario Party 2. Mặc dù gậy analog hiện tại của Nintendo phù hợp hơn để chơi các trò chơi này so với nhựa cứng của bộ điều khiển N64, Mario Party vẫn chưa được phát hành lại bảng điều khiển ảo. Đối với bảng điều khiển ảo của Wii, Nintendo đã bỏ qua nó và thay vào đó phát hành lại Mario Party 2, sau này cũng được cung cấp cho Wii U.